# Fairchild XNQ

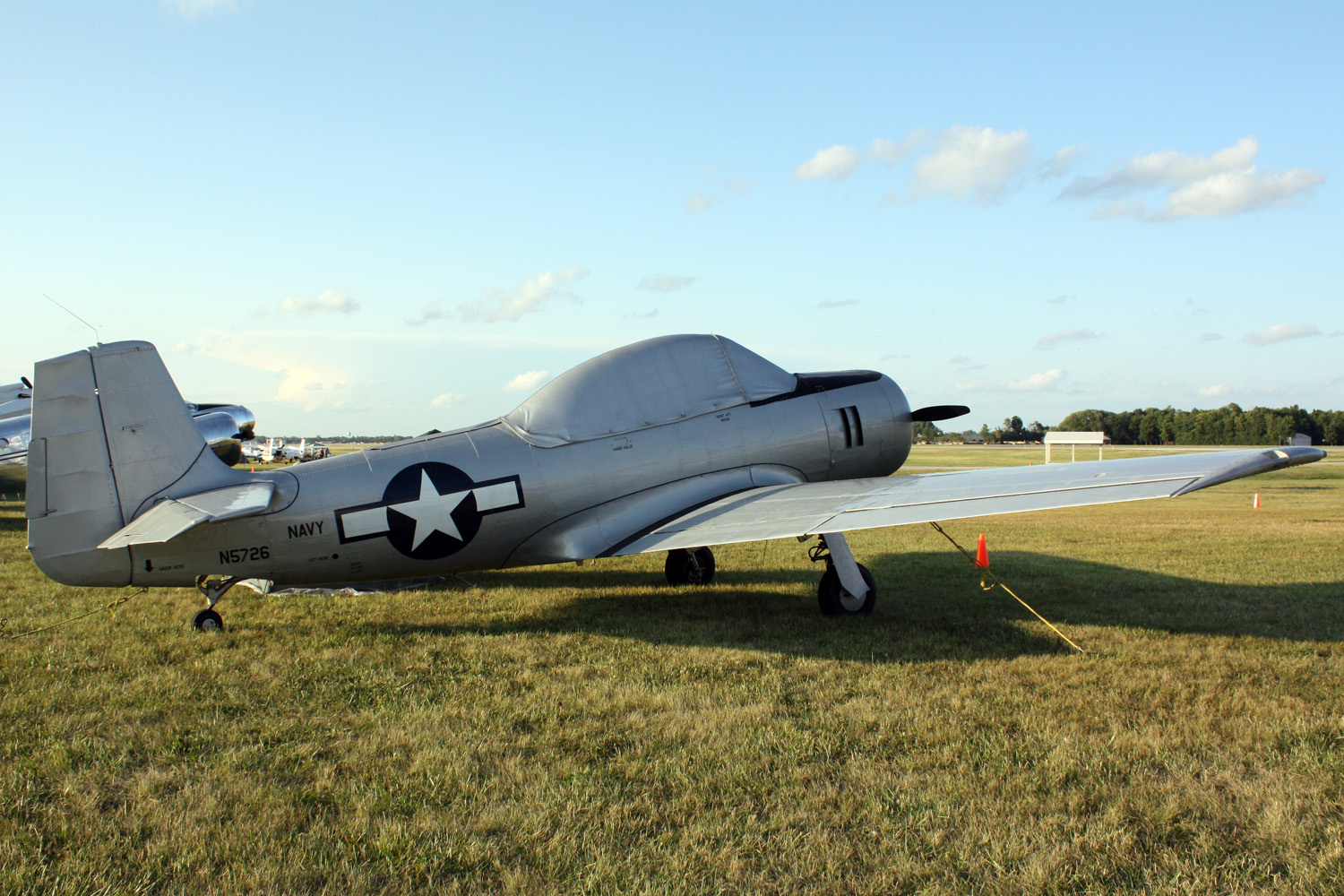
Fairchild XNQ tại Airventure 2009, Oshkosh, Wisconsin

Fairchild XNQ (T-31) (Model M-92) là một loại máy bay huấn luyện của Hoa Kỳ, được Không quân Hoa Kỳ sử dụng trong thập niên 1950.

## Tính năng kỹ chiến thuật
Đặc điểm tổng quát
- Kíp lái: 2
- Chiều dài: 8.3 m (27 ft 3 in)
- Sải cánh: 12.4 m (40 ft 8 in)
- Chiều cao: 2.7 m (8 ft 10 in)
- Trọng lượng rỗng: 1.338 kg (2.974 lb)
- Trọng lượng có tải: 1.754 kg (3.898 lb)
- Powerplant: 1 × Lycoming R-680-13, 238 kW (320 hp)

Hiệu suất bay
- Vận tốc cực đại: 282 km/h (175 mph)
- Tầm bay: 1.537 km (955 dặm)
- Trần bay: 4.880 m (16.000 ft)